# Ан Лушан
Ан Лушан (на китайски: 安禄山) е китайски военачалник, оглавил голямо въстание срещу династията Тан през 755 година. Въпреки неуспеха си, то поставя началото на значителни промени в китайското общество.
Ан Лушан най-вероятно има тюркско-согдийски произход и семейството му се заселва в северните части на Китай около 716 година. Политиката на император Сюендзун (управлявал 712-756) толерира назначаването на офицери с некитайски произход в граничните войски. Тази тенденция се засилва още повече след 736 година при управлението на първия министър Ли Линфу, който се страхува от евентуалното съперничество на китайски военачалници.
Първото споменаване на Ан Лушан в хрониките на династията Тан е от 736 година. По това време той командва разузнавателна част по североизточната граница, която е унищожена от киданите. По тази причина той трябва да бъде екзекутиран, но е помилван от императора. През следващите години той бързо израства в кариерата и през 742 година му е поверено самостоятелно командване. В качеството си на военен губернатор на значителни области по северната граница, Ан Лушан придобива влияние пред императора и неговата фаворитка Ян Гуейфей, която дори го осиновява.
След смъртта на Ли Линфу през 752 година се изостря съперничеството между Ан Лушан и Ян Гуоджун, братовчед на Ян Гуейфей. След няколко опита на Ян Гуоджун да го отстрани чрез дворцови интриги, през 755 година Ан Лушан повежда северните армии, съставени главно от некитайци, към вътрешността на страната. През 756 година той превзема източната столица Луоян и се обявява за император.
Силите, лоялни към Сюен Дзун и командвани от Гуо Шухан, успяват да се укрепят в един проход по течението на Хуанхъ и да спрат офанзивата на бунтовниците. Шест месеца по-късно Ян Гуоджун, недоволен от нарастващата популярност на Гуо Шухан, нарежда да се предприеме настъпление срещу въстаниците. Армията на Тан е разбита и пред войските на Ан Лушан се открива пътя към западната столица Чанан. Градът е превзет, а император Сюен Дзун бяга на запад, като е принуден от собствените си войници да екзекутира Ян Годжун и Ян Гуфей, а самият той да абдикира в полза на сина си Сюдзун.
Междувременно Ан Лушан е тежко болен и почти сляп в Лоян. В началото на 757 година той е убит, а мястото му начело на въстанието е заето от сина му Ан Дзинсю. С решителната помощ на уйгурите, войските на Тан постепенно надделяват, но въстаниците успяват да се задържат до 763 година. Дори след това правителството не е достатъчно силно и въстаническите военачалници запазват контрол над своите територии, признавайки формално властта на Тан. Подобно е положението и сред лоялните на династията военачалници и през следващите два века Китай е разпокъсан между практически независими дребни владетели.